# Ossey-les-Trois-Maisons
 Ossey-les-Trois-Maisons  es una población y comuna francesa, en la región de Champaña-Ardenas, departamento de Aube, en el distrito de Nogent-sur-Seine y cantón de Romilly-sur-Seine-1.

## Demografía
| 495 | 476 | 440 | 371 | 460 | 506 |
| Para los censos de 1962 a 1999 la población legal corresponde a la población sin duplicidades (Fuente: INSEE [Consultar]) |     |     |     |     |     |